# Marina Micciulla
Marina Micciulla (Siracusa, 23 settembre 1986) è una pallamanista italiana.

## Carriera

### Giocatore

#### Club
Inizia a praticare la pallamano nella gloriosa società dell'EOS Siracusa della presidente Maria Zocco. 
Con la formazione della sua città ha praticamente giocato in tutte le categorie conquistando anche diversi titoli a livello giovanile. 
Dopo la scomparsa dell’EOS, la Micciulla inizia a girovagare disputando eccellenti campionati di Serie A1 con le maglie della Venus Marsala, HC Messana e Vigasio, che gli permetteranno di indossare anche la maglia della rappresentativa azzurra. Nel 2010 torna a Siracusa, sponda HC Floridia, vincendo il campionato di Serie A2, per poi passare all'Hybla Major Avola sempre in seconda serie. 
Per un triennio ha fatto parte della società Albatro Siracusa, con cui ha disputato e vinto il campionato di Serie B regionale nella stagione 2013-2014. 
Nel 2015 indossa la casacca dello Scinà Palermo, voluta fortemente dal tecnico Salvo Cardaci, che in passato aveva allenato la Micciulla in Serie A1 a Messina, nella stagione 2008-2009. 
Dal 2018 torna a giocare a Siracusa, alla Pallamano Aretusa, militando nel campionato di Serie A2.

#### Nazionale
Nel luglio 2009 stata convocata nella rappresentativa azzurra, partecipando alle Universiadi di Pescara.

## Palmarès

### Giocatore

#### Club
- Campionato italiano di pallamano femminile: 1

EOS Siracusa: 1999-2000